# Tiejärvi (Gällivare socken, Lappland, 744608-173551)
Tiejärvi är en sjö i Gällivare kommun i Lappland och ingår i Kalixälvens huvudavrinningsområde.